# DTX

ATX, Micro-ATX, DTX, mini-ITX и mini-DTX

DTX — форм-фактор материнской платы 7,5×9,6" (203,20×243,84 мм), разработан AMD в 2007 году. 
Форм-фактор разрабатывался с учётом полной электрической и обратной механической совместимостью с форм-фактором ATX (точнее, FlexATX и Micro-ATX). Но, в отличие от родственных форматов, имеет средний размер. DTX такой же узкий (203,20 мм), как FlexATX, но больше по глубине (243,84 мм) и такой же, как у Micro-ATX. В связи с этим платы формата DTX практически такие же, как и Micro-ATX, но имеют на один PCI-слот меньше. DTX продвигается в качестве стандарта для создания компактных, малошумных и энергоэффективных домашних компьютеров.
Спецификация DTX устанавливает размеры системных плат 243,84×203,20 мм. mini-DTX предполагает ещё меньшие габариты: 170,18×203,2 мм. Размер уменьшается за счёт компактного расположения компонентов системной платы.
| Стандарт | Размер печатной платы (ШхГ) |
| -------- | --------------------------- |
| DTX      | 203x243                     |
| mini-DTX | 170x203                     |

Причина, по которой был предложен формат, — экономическая. Промышленные листы текстолита, на которых печатаются платы, имеют определённый типоразмер, и на один лист вмещается как раз четыре платы формата DTX, что обеспечивает безотходное использование текстолита. Формат актуален, так, например, MicroServer N36L/N40L/N56L производства HP использует материнскую плату именно такого форм-фактора.